# Книжка (Вишенський)
«Книжка» (ст.-укр. Книжка) — збірка творів українського православного полеміста Івана Вишенського. Укладена 1600 року за зразком острозької «Книжиці» 1598 року. Написана сумішшю руської (староукраїнської) та церковнослов'янської мови. Видана не була. Поширювалася на території України у вигляді копій. Складається з передмов і десятьох послань (глав), що є окремими творами. Між назвами творів в змісті й самими творами є розбіжність. Опублікована 1955 року Ігорем Єрьоміним в Москві. Перевидана 1959 року в Києві. Вперше перекладена сучасною українською 1986 року Валерієм Шевчуком.

## Назва
- Українською:

Книжка ченця Іоанна Вишенського від святої Афонської гори для нагадування всім православним християнам, братствам і всім благочестивим, котрі живуть у Малій Росії, в Короні Польській, інокам, що по обителях спільно мешкають, архімандритам, і священноінокам, і чесним ченцям, й інокиням всім, сестрам нашим, та іншим піклувальникам про Церкву. Хай буде з усіма вами благодать Господа нашого Ісуса Христа, і любов Бога-Отця, і причастя Святого Духа. Амінь.
- Оригінал:

Книжка Иоанна мниха Вишенского от святой Афонской горы. В напоминание всѣх православных християн, братствам и всѣм благочестивым, в Малой России в Коронѣ Полской жителствующим иноческого чина общежителям, архимандритам, и священноинокам, и честным монахам, и инокиням всѣм, сестрам нашим, и прочиим тщателям церковным, благодать господа нашего Исуса Христа и любы Бога Отца и причастив Святого Духа буди со всѣми вами. Аминь.

## Структура
Вступ
Передмови:
- «Оглавление писанного в книжце...»
- «О чину прочитання сего писання»
- «Ко прочитателю наединѣ сего писаня»

Глави:
1. Викриття диявола-світодержця і звабна його ловитва цього, нинішнього вік (1599—1600)
2. Писання до князя  Василя Острозького[4] і всіх православних християн з виказом, як вірнії східної віри нерушно і незвабно стоять на опоці, тобто на камені Петрової віри, і пекельні ворота їх аж ніяк подолати не можуть, всі ж інші впали у звабу, заблудили і в пекло пекельними воротами зачинені, тут-таки погріб невір'я папи римського і тих, що за ним ідуть (1599—1600)
3. Порада, як очиститися Христовій церкві, спаплюженій облудними пастирями[5] і їхнім нечистим життям та всіх їхніх послідовників; і який сморід поганський зазлостививсь у християнах; тут-таки і про наругу над іночим чином від світських, мирського життя людей, і що таке таїнство чернечого образу... *[6] тощо... (1599—1600)
4. Писання до всіх взагалі, що живуть у Лядській землі, хай покаються перед богом; показується також, які плоди жителів Лядської земл (1588)
5. Писання до єпископів, що відступили від православної віри5[7], про назву «згода» в книжках, які вони видали; показано, що та згода має бути чинена і єднана не такими людьми, як вони, безплідними у вірі та житті, але людьми святими, що досягли духовного розуму; відповідь і обвинувачення на іншу огуду, брехню й наклепи, виригнені ними супроти благочестя і супроти тих, що за ним слідують; звідки вони осягли цю мудрість та розум, якими так безбожно завзялися мудрува (1598)
6. Коротке повідомлення про латинську звабу, зблудження із правдивого шляху, про неправду та хворобу смертоносного і погибеллю вічною сморідного мудрування...*[6] також про віру, про церкву, про начальність, про неправдивий чистець тощо (1588—1589)
7. Про єретиків; що значить назва «єресь», а що «благочестя». (1599—1600)
8. Загадка філософам латинським (1599—1600)
9. Короткий слід, що приводить до збагнення та вивчення науки, яка веде до царюючої безсмертної та вічної правди (1599—1600)
10. Новина, або Вість про віднайдення тіла Варлаама, архієпископа міста Охридського, якого вбито в місті Веліс і кинуто в ріку Вардар[8] (не вважається оригінальним твором Вишенського).

## Цікаві факти
- У праці згадується «русь» як одна із самобутніх православних націй поряд із греками, албанцями, сербами, болгарами, москвою та іншими[2].